# Stercorariidae
Stercorariidae, também designados em português como Estercorariídeos, são uma família de aves marinhas, caradriiformes e migratórias de longo curso, que nidificam em zonas temperadas e frias, incluindo a costa portuguesa.

## Nomes comuns
As espécies desta família são comummente conhecidas como moleiros, mandriões, alcaides (não confundir com as espécies de aves da família dos Traupídeos, nem com a espécie Euphonia pectoralis, as quais também dão por este nome comum), saragoças e cágado (não confundir com as inúmeras espécies de répteis, que também dão por este nome) .
No Brasil, as aves desta família também são conhecidas comummente como gaivotas-rapineiras.

## Descrição
Algumas espécies desta família são aves cleptoparasitas, isto é, que roubam alimentos de outras aves, como peixes das gaivotas. Na época de nidificação alimentam-se também dos ovos e juvenis de outras espécies de aves.

## Espécies
- Mandrião-grande Stercorarius skua (Brünnich, 1764)
- Mandrião-chileno Stercorarius chilensis (Bonaparte, 1857)
- Mandrião-do-sul Stercorarius maccormicki (Saunders, 1893)
- Mandrião-antártico Stercorarius antarcticus (Lesson, 1831)
- Mandrião-pomarino Stercorarius pomarinus (Temminck, 1815)
- Mandrião-parasítico Stercorarius parasiticus (Linnaeus, 1758)
- Mandrião-de-cauda-comprida Stercorarius longicaudus (Vieillot, 1819)